# František Demel
František Demel (ur. 31 października 1823 w Kololeču, zm. 26 grudnia 1900 w Litomierzycach) – czeski rzymskokatolicki ksiądz, prałat papieski, infułowany kanonik – senior Kapituły katedralnej Katedry św. Szczepana w Litomierzycach i wieloletni wikariusz generalny diecezji litomierzyckiej.

## Życiorys
František Demel święcenia kapłańskie przyjął z rąk biskupa litomierzyckiego Augustina Bartoloměja Hilla w roku 1848. Po wyświęceniu został wikarym w parafii Třebenice. W roku 1852 biskup Hille wybrał go na swojego sekretarza i ceremoniarza. Przy tym biskupie służył aż do jego śmierci w roku 1865, kiedy to Demel został kanonikiem w kapitule katedry św. Szczepana, a także wikariuszem generalnym diecezji litomierzyckiej. Tę funkcję sprawował przez trzydzieści lat. W diecezji litomierzyckiej żyli ludzie dwóch narodowości – niemieckojęzyczni i posługujący się językiem czeskim. Z obydwoma grupami utrzymywał jednakowo dobre relacje, bez względu na narodowość, chociaż sam uważał się za Czecha.